# Camel Nunataks
Die Camel Nunataks (englisch für Kamel-Nunatakker) sind zwei 450 m hohe Nunatakker im Norden des Grahamlands auf der Antarktischen Halbinsel. Auf der Trinity-Halbinsel liegen sie 1,5 km voneinander entfernt und 13 km nördlich des View Points.
Ihren deskriptiven Namen erhielten sie 1959 durch die in der Hope Bay stationierten Mitarbeiter des Falkland Islands Dependencies Surveys. In ihrer Form erinnern die Nunatakker an die beiden Höcker eines Trampeltiers.